# Ulundia unispinosa
Ulundia unispinosa är en insektsart som först beskrevs av Schmidt 1906.  Ulundia unispinosa ingår i släktet Ulundia och familjen Flatidae. Inga underarter finns listade i Catalogue of Life.